# Estación de Arrúbal
Arrúbal es una estación ferroviaria sin servicio de viajeros situada en el municipio español de Arrúbal en la comunidad autónoma de La Rioja. Dispone de instalaciones logísticas usadas por trenes de mercancías bajo el nombre de Sequero-Arrúbal.

## Situación ferroviaria
La estación se encuentra en el punto kilométrico 59,6 de la línea férrea de Castejón a Bilbao por Logroño y Miranda de Ebro a 355 metros de altitud.

## Historia
La estación fue inaugurada el 30 de agosto de 1863 con la apertura del tramo Castejón-Orduña de la línea férrea que pretendía unir Castejón con Bilbao. Las obras corrieron a cargo de la Compañía del Ferrocarril de Tudela a Bilbao creada en 1857. En 1865 la compañía se declaró en suspensión de pagos por no poder superar las dificultades económicas derivadas de la inversión realizada en la construcción de la línea y fue intervenida por el Banco de Bilbao. En 1878, fue absorbida por Norte que mantuvo la titularidad de la estación hasta la nacionalización del ferrocarril en España en 1941 y la creación de RENFE.
Desde el 31 de diciembre de 2004 Renfe explota la línea mientras que Adif es la titular de las instalaciones ferroviarias.

## La estación
Se sitúa entre el núcleo urbano y el polígono industrial de Sequero. Como muchas de las estaciones de este tramo no conserva su edificio original ya que ha sido sustituido por uno de corte funcional de planta rectangular y dos alturas usado como vivienda en su parte superior construido en la década de los 60. Dispone de una vía principal (vías 1) y de seis derivadas (vías 3, 5, 7, 9, 11 y 13), las dos últimas son vías muertas. Las vías 1, 3 y 5 cuentan con un andén lateral y otro central mientras que el resto cumple funciones logísticas. 